# Kurszki csata

A tervezett német támadás 1943. július 4-én

A kurszki csata a második világháború egyik legjelentősebb ütközetsorozata volt, amely az 1943. július 4-től július 13-ig tartó, német részről offenzív Zitadelle hadművelet és az azt megállító szovjet ellenlökések sorozatából állt. A németek célként a frontvonalon 1943 nyár elejére kialakult, a német állásokba mélyen belenyúló kurszki kiszögellés felszámolását tűzték ki. 1991-ig ez volt a világtörténet legnagyobb erőkkel vívott páncéloscsatája: összesen 6000 darab harckocsi és önjáró löveg vett részt benne. Ezt negyvennyolc évvel később az öbölháborúban bevetett páncélos csapatok létszáma múlta felül.
A csata során a szovjet fél a német veszteségek többszörösét szenvedte el, de Adolf Hitler a céljait elérni nem képes német támadást megállította a támadás 9. napján. A Wehrmacht kivonta a térségből erői egy részét, ezután a szovjetek a kiindulási állásukig vetették vissza a németeket. Hitler parancsában feltehetőleg szerepet játszott az ebben az időben végrehajtott szicíliai partraszállás is. Taktikailag a szovjetek sokkal nagyobb veszteséget szenvedtek el, de a stratégiai győzelem az övék lett: ezután a Wehrmacht a kezdeményezést többé már nem tudta átvenni a keleti fronton.

## Előzményei
A sztálingrádi csata még véget sem ért 1943. január 12-én, amikor a szovjetek offenzívát indítottak mind a Weichs vezette B, mind a Manstein vezette Don hadseregcsoportok ellen. A támadás Voronyezstől az Oszkol folyóig vetette vissza a német erőket. Már február 2-án négy szovjet front (Brjanszki, Voronyezsi, Délnyugati és Déli Front) folytatta a támadást, és ekkor Kurszk és Harkov, sőt az ezektől még délebbre fekvő Dnyepropetrovszk között alakítottak ki kiszögellést. Manstein február 18-án indított ellenoffenzívája Harkov visszafoglalásával végződött.
Összességében az 1942–1943 telén zajló szovjet téli hadjárat során a szovjetek 120 km mélységben és 190 km szélességben kiszögellést alakítottak ki Kurszk városa körül, és a front ezen a vonalon stabilizálódott. Harkov térségében március 7. és március 20. között viszonylag erős páncélosütközetek zajlottak, szovjet oldalon 269, német részről 14 darab harckocsi elvesztése mellett. A Belgorod–Kurszk–Orjol sávban így a front egy zsákhoz hasonlított, nyitott szájával kelet felé. A tervek szerint a zsák szájának északi és déli oldalán támadó német erők lefűzik és katlanba zárják a kiszögellést. Ez volt a maximális terv az adott helyzetben, mivel Manstein téli–tavaszi harcai során a németek olyan nagyarányú veszteségeket szenvedtek el, hogy átfogó offenzívára gondolni sem lehetett. Ennek a korlátozott volumenű támadásnak adták az Unternehmen Zitadelle, azaz a „Citadella” hadművelet nevet, amely később mint kurszki csata vonult be a történelembe. Ennek egy momentuma volt a hadtörténet egyik legnagyobb páncélosütközeteként számon tartott prohorovkai páncélosütközet.
A cél érdekében nagyarányú átcsoportosításokat és átszervezéseket hajtottak végre német oldalon. 37 új (újjászervezett) hadosztályt hoztak létre, amelyből 17 páncélosalakulat volt. Mindezek nagyon sok időt vettek igénybe. Von Manstein tábornagy ugyan ellenezte a hadműveletet, de kijelentette, hogy ha kell, akkor csakis május elején lehet megindítani, rögtön a tavaszi esőzések után felszáradó talajon. Hitler azonban az új Ferdinand rohamlövegekben és a Párducokban bízva bevárta azok harctérre érkezését. A júliusi dátum viszont végzetesnek bizonyult, mert addigra a szovjetek hatékonyan felkészültek a támadásra.
A szovjetek már áprilisban megkezdték a védelmi vonal kialakítását, Konsztantyin Rokosszovszkij Központi Frontja április 21-én kapta azt a parancsot, miszerint Kurszk környékén 25 km-es sávból telepítse ki a lakosságot, és alakítson ki védelmi körleteket. A szovjet hadsereg leginkább a páncéltörő eszközökből szerelkezett fel, a németek által később Pakfrontnak nevezett páncélelhárító körletek 8 darab 76,2 mm-es és 4 darab 45 mm-es páncéltörő löveggel rendelkeztek, alaposan beásva, álcázva, ezenkívül 50-70 darab páncéltörő puskával ellátott század is erősítette. Egy ilyen körlet két csomópontot alkotott és mindegyik 2-3 páncélost (harckocsi vagy rohamlöveg) is kapott.

## Szemben álló felek

### Szovjetek
A szovjetek idejekorán értesültek hírszerzési forrásokból a német tervekről. A tavasz folyamán mintegy félmillió vagonnyi utánpótlást szállítottak Kurszk körzetébe.
- 40 km mélységben kiépített védelem (önmagában az első vonal 5 km mély volt), hat védősávban 4828 kilométer, a helyi lakosság által kiásott árokrendszer. Egy lövészhadosztály 6–12 km szélességű, 5–6 km mélységű területért felelt.
- Aknamezők: négyzetkilométerenként ~1000 darab gyalogsági akna és ~800-900 darab páncélosakna, összesen 400 000 darab[4] (~23 000 km²). Egyes helyeken elásott tüzérségi lőszerek is aknaként szolgáltak.
- Az első vonalak lövészszázadait három tábori löveggel, kilenc páncéltörő ágyúval, egy harckocsival vagy önjáró löveggel és rohamutász-szakasszal erősítették meg.

#### Szovjet erők

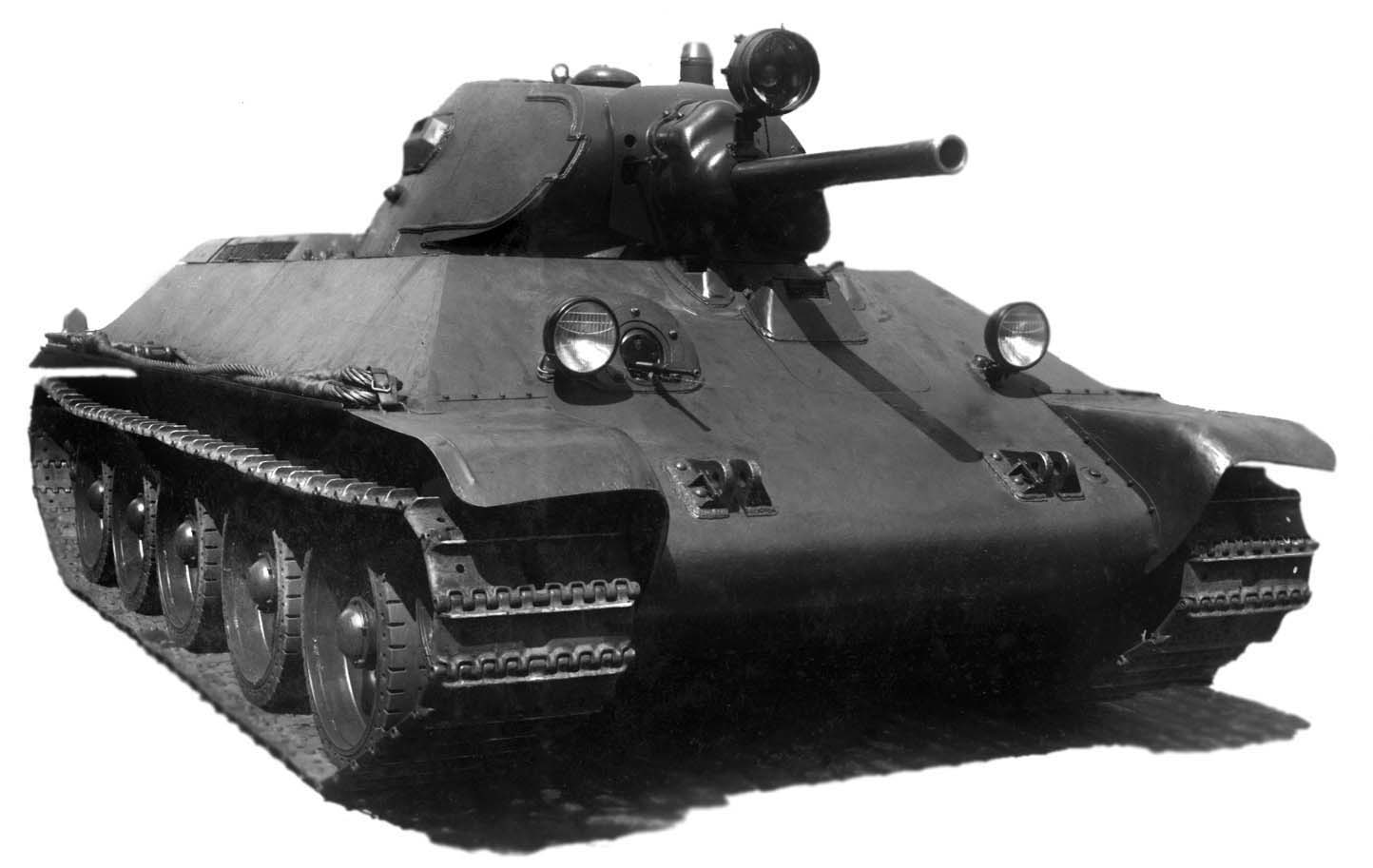
Az eredeti T-34 prototípusa

- Észak: Rokosszovszkij Központi Frontja (711 575 fő, 11 076 löveg és aknavető, 246 sorozatvető, 1067 páncélos, 1034 repülő)
  - 13. hadsereg N. P. Puhov altábornagy vezetésével (114 000 fő, 2934 löveg és aknavető, 105 sorozatvető, 270 páncélos).
    - Fedezet: 48. hadsereg P. L. Romanyenko altábornagy vezetésével (84 000 fő, 1454 löveg és aknavető, 178 páncélos).

  - 70. hadsereg I. V. Galanyin altábornagy vezetésével (96 000 fő, 1658 löveg és aknavető, 125 páncélos).
    - Fedezet: 2. harckocsihadsereg 3. és 16. harckocsihadteste, 11. gárda-harckocsidandára A. G. Rogyin vezetésével (37 000 fő, 338 löveg és aknavető, 456 páncélos).

  - A német 2. hadsereggel szemben 65. hadsereg P. I. Batov altábornagy vezetésével (100 000 fő, 1837 löveg és aknavető, 124 páncélos), és a 60. hadsereg Ivan Csernyahovszkij altábornagy vezetésével (96 000 fő, 1376 löveg és aknavető, 67 páncélos).
  - Légvédelem és légi támogatás: 16. légi hadsereg Sz. I. Rudenko altábornagy vezetésével (455 vadász, 241 csatarepülő, 334 bombázó és 4 felderítő), 40 légvédelmi tüzérezred és 10 páncélvonat.
- Dél: Vatutyin Voronyezsi Frontja (625 591 fő, 8718 löveg és aknavető, 272 sorozatvető, 1836 páncélos, 811 repülő).
  - 6. gárdahadsereg (I. M. Csisztyakov altábornagy, 79 900 fő, 1682 löveg és aknavető, 92 sorozatvető, 155 páncélos), 40. hadsereg (K. Sz. Moszkalenko altábornagy, 77 000 fő, 1636 löveg és aknavető, 237 páncélos).
    - Tartalék: 1. harckocsihadsereg 3. gépesített-, 6. és 31. páncéloshadteste (M. J. Katukov altábornagy, 40 000 fő, 419 löveg és aknavető, 56 sorozatvető, 646 páncélos).

  - 7. gárdahadsereg (M. Sz. Sumilov altábornagy, 76 800 fő, 1573 löveg és aknavető, 47 sorozatvető, 246 páncélos), 69. hadsereg (V. D. Krjucsenkin altábornagy, 52 000 fő, 889 löveg és aknavető), 38. hadsereg (N. E. Csibisov altábornagy, 60 000 fő, 1168 löveg és aknavető, 32 sorozatvető, 150 páncélos).
  - Légvédelem és légi támogatás: 2. légi hadsereg (Sz. A. Kraszovszkij altábornagy, 389 vadász, 276 csatarepülő, 204 bombázó, 10 felderítő).

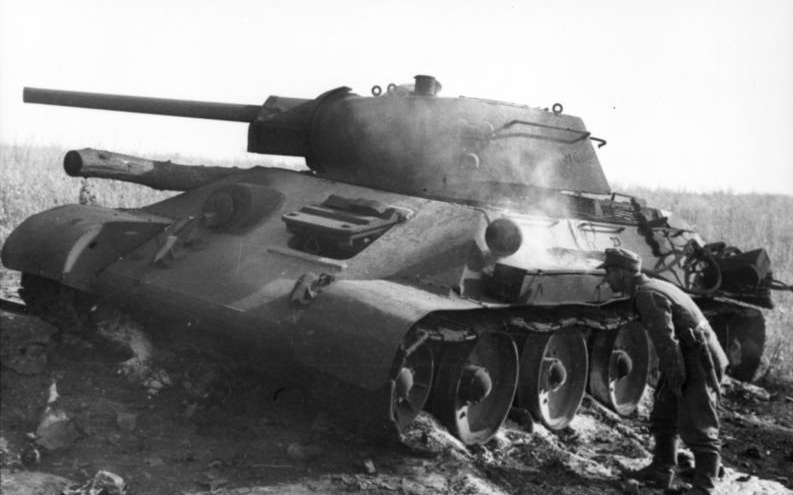
Kilőtt T–34 harckocsi Prohorovkánál

- Tartalék: Sztyeppi Katonai Körzet (július 9-től Sztyeppi Front) Ivan Konyev vezérezredes vezetésével (573 195 fő, 8510 löveg és aknavető, 1639 páncélos).
  - 4. gárdahadsereg – G. I. Kulik altábornagy, 5. gárdahadsereg – A. Sz. Zsadov altábornagy, 27. hadsereg – Sz. G. Trofimenko altábornagy, 47. hadsereg – P. M. Kozlov vezérőrnagy, 53. hadsereg – I. M. Managarov altábornagy, 5. gárda-harckocsihadsereg – P. A. Rotmisztrov altábornagy, 35. lövészhadtest, 3, 5. és 7. gárda-lovashadtest, 3. gárda-gépesített hadtest, 5. légi hadsereg.

A szovjetek a teljes páncéloserőik 75%-át csoportosították át Kurszkhoz.
A szovjet harckocsi-alakulatok nagyrészt T–34 közepes harckocsikkal voltak ellátva, a jelen lévő KV harckocsik (KV–1 és KV–2) gyártását az 1943-as év közepére leállították, így létszámuk már nem volt kielégítő az ütközetekben.

### Németek

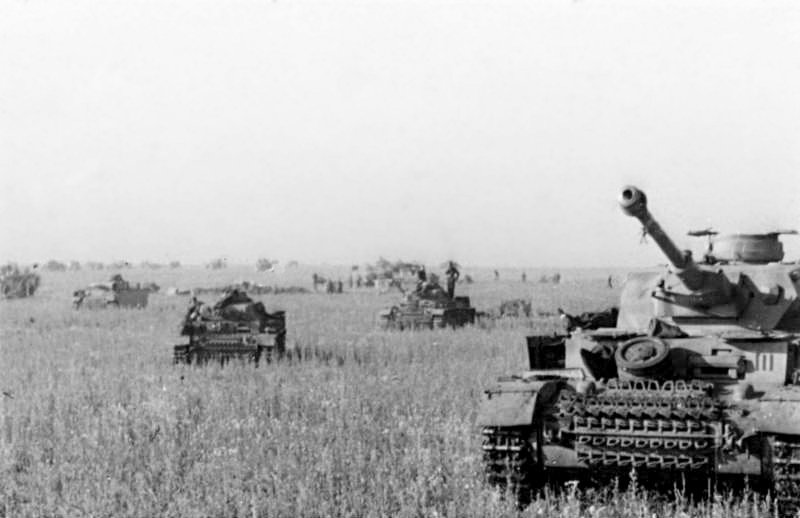
Pz IV-es harckocsik felvonulása a „Citadellához”, 1943. június 21-én.

- Északi szárny: Günther von Kluge (Közép Hadseregcsoport), déli szárny: Erich von Manstein (Dél Hadseregcsoport)
- 55 hadosztály, ebből 14 páncélos - 500 000 – 900 000 katona, 9 000 – 10 000 löveg, 1700 – 2500 harckocsi[5] (amelynek legnagyobb része az elavult Pz III típus volt, továbbá nagy mennyiségű Pz IV-es, a kísérleti szakaszban lévő 250 darab Párduc, melynek java része műszaki okok miatt harcképtelenné vált, és mindössze 133 darab Tigris), 1800 repülő. A rohamlövegek közül itt debütált a Hummel önjáró tarack (100 darab).

A részletes bontás szerint:
- Dél Hadseregcsoport összes erői: 350 000 katona, 1594 darab páncélos (harckocsi, rohamlöveg, páncélvadász, de csak 1377 bevethető).
  - 4. páncéloshadsereg és a Kempf-harccsoport – 925 harckocsi, 170 rohamlöveg és páncélvadász (geschützwagen), 1774 darab tüzérségi eszköz (löveg, aknavető, sorozatvető), 223 907 katona, ebből 149 271 harcoló, Hermann Hoth vezetésével.
  - LII. hadtest az 57, 167, 255. és 332. gyaloghadosztálya, 3. és 11. páncéloshadosztály, Eugen Ott gyalogsági tábornok vezetésével.

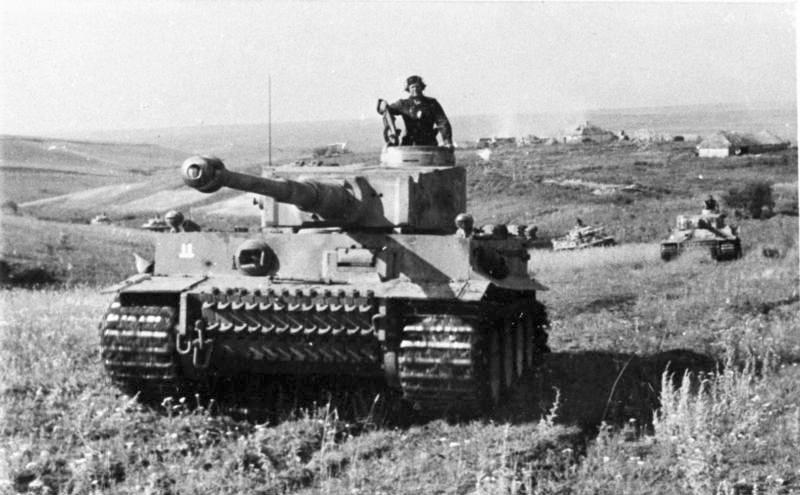
"Das Reich" SS páncéloshadosztály Tigrisei (Panzer VI)

  - XXXXVIII. páncéloshadtest, benne a Grossdeutschland páncélgránátos hadosztály, 10. páncélosdandár (200 darab Párduc), 911. rohamlövegosztály (335 harckocsi, 66 rohamlöveg), Otto von Knobelsdorf vezetésével.
  - II. SS-páncéloshadtest, benne a LSSAH, a Das Reich és Totenkopf páncélgránátos hadosztályokkal (390 harckocsi, 104 rohamlöveg), Paul Hausser SS-Obergruppenführer vezetésével.

- - III. páncéloshadtest, benne a 168. gyaloghadosztály, 6, 19. és 7. páncéloshadosztály, 503. nehézpáncélos-osztály, 228. rohamlövegosztály (344 harckocsi, 31 rohamlöveg), Franz Mattenklott gyalogsági tábornok vezetésével.
  - XI. hadtest, benne a 106. és 320. gyaloghadosztály, tüzérségi osztályok, 905. rohamlövegosztály, 393. rohamlövegszázad (35 jármű), Erhard Raus vezetésével.
  - XXXXII. hadtest, benne a 39, 161. és 282. gyaloghadosztályok, légvédelmi tüzérezred, 560. nehéz-páncélvadászosztály (45 Hornisse és 36 88 mm-es PaK 43/41 löveg).
  - Légvédelem: 4. légiflotta (Otto Dessloch repülő tábornok) VIII. repülőhadteste 1100 darab német és magyar repülőgépe (bevethető 732 db.), I. légvédelmi tüzérhadtest.
- Közép Hadseregcsoport 9. hadserege, összesen 266 000 katona, ebből 223 000 harcoló, 609 harckocsi, 425 rohamlöveg. A járművekből 988 darab volt bevethető. 3630 darab tüzérségi eszköz (löveg, aknavető és sorozatvető).
  - XXIII. hadtest, benne a 383. és 216. gyaloghadosztály, 78. rohamhadosztály, 185. és 189. rohamlövegosztályok (72 jármű), Johannes Fressner gyalogsági tábornok vezetésével. Tartalék: 36. páncélgránátos hadosztály egy ezrede.
  - XXXXI. páncéloshadtest (súlypontképző), benne a 86. és 292. gyaloghadosztály, 656. páncélvadász-ezred (89 Ferdinand és 17 harckocsi), 216. rohampáncélos-osztály (45 Sturmpanzer IV), 77, 244. és 909 rohamlövegosztály, 505. nehézpáncélos-osztály (142 harckocsi, 259 rohamlöveg és páncélvadász), Joseph Harpe páncélos tábornok vezetésével.
  - XXXXVII. páncéloshadtest (súlypontképző), benne a 6. gyaloghadosztály, 20, 9. és 2. páncéloshadosztály, 245. és 904. rohamlövegosztály (283 harckocsi, 94 rohamlöveg és páncélvadász), Joachim Lemelsen páncélos tábornok vezetésével.
  - XXXXVI. páncéloshadtest (szárnyfedezet), benne a 31, 7, 258. és 102. gyaloghadosztályok, Hans Zorn gyalogsági tábornok vezetésével.
  - XX. hadtest, benne a 72, 45, 137. és 251. gyaloghadosztályok.
  - Hadseregtartalék: 10. páncélgránátos hadosztály harckocsik nélkül, 12. és 4. páncéloshadosztály.
  - Légitámogatás: 6. légiflotta (Robert von Greim vezérezredes) 1. repülőosztálya (Paul Deichmann vezérőrnagy) 730 repülőgépe, amelyből 640 darab volt bevethető. A légvédelmet a 12. légvédelmi tüzérhadosztály és 10. légvédelmi tüzérdandár biztosította.

Konotop környékén állomásozott még a 2. hadsereg két hadtesttel. Nyolc gyaloghadosztálya és három páncélvadász-osztálya (96 000 katona, 100 rohamlöveg és páncélvadász) nem vett részt a támadásban.
Az egész német hadseregben csak az 503. nehézpáncélos-zászlóalj állománya volt teljesen feltöltött.
- 51. és 52. páncélos-zászlóaljak (Kempf-harccsoport), 250 darab Panther Ausf. D – az 51. zászlóalj már az első nap 56%-os veszteséget szenvedett (22 Párduca maradt bevethető, 28 megsemmisült, a többi megrongálódott).[7]

## A hadvezérek képgalériája

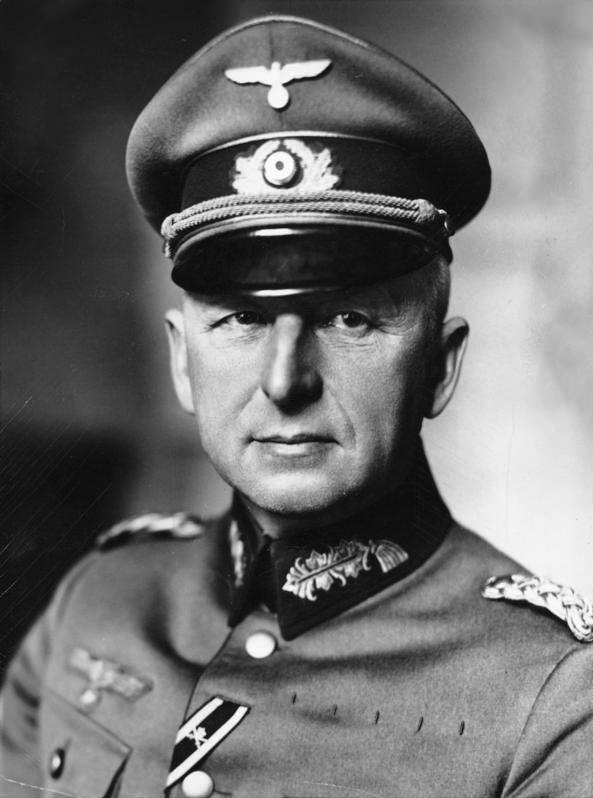
Erich von Manstein, német vezértábornagy
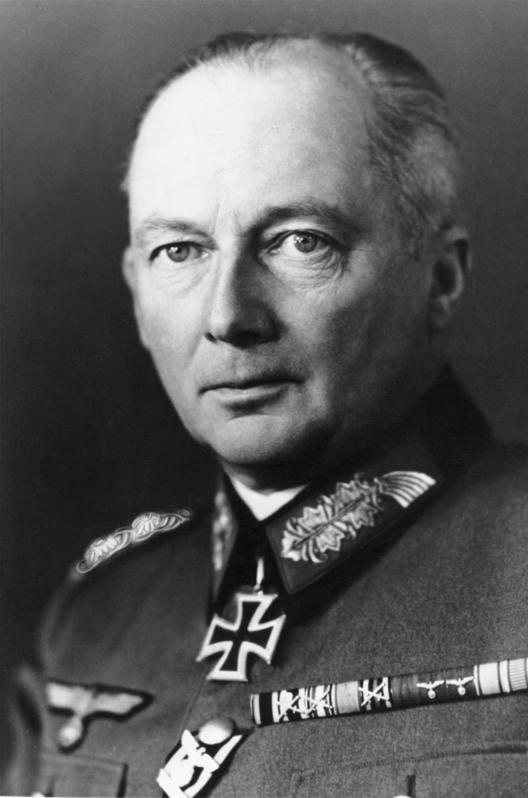
Günther von Kluge német tábornagy
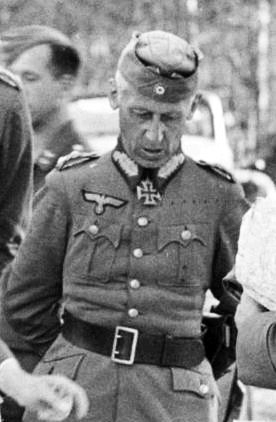
Hermann Hoth, német tábornok
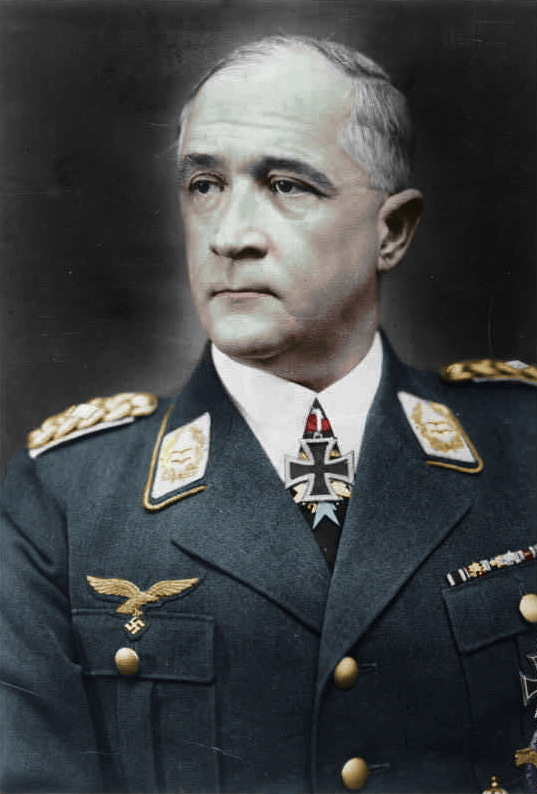
Robert von Greim, német tábornagy
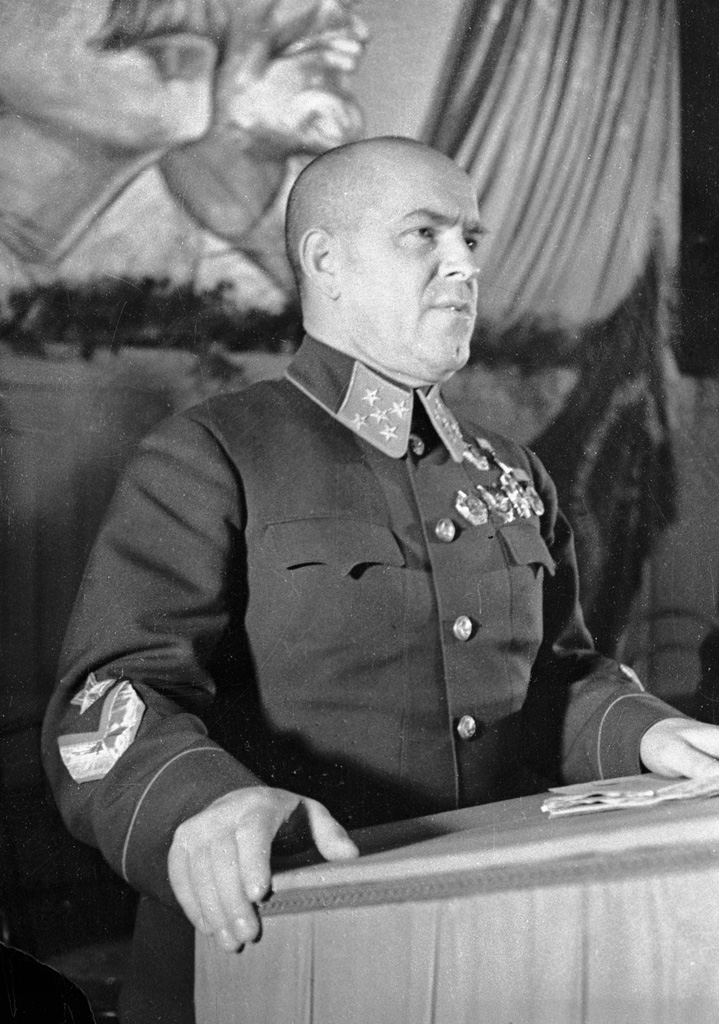
Georgij Konsztantyinovics Zsukov, szovjet marsall
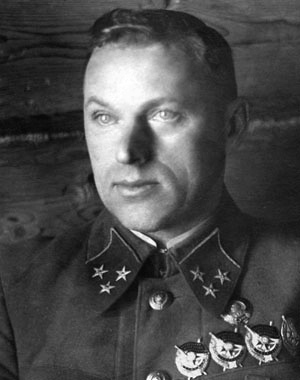
Konsztantyin Rokosszovszkij, szovjet marsall
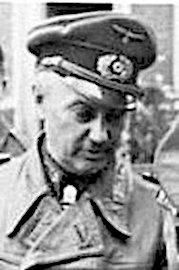
Walter Model Tábornok

## A csata lefolyása

A kurszki csata 1943. július 4. – augusztus 1. közötti állapota

A kurszki kiszögellés déli területe

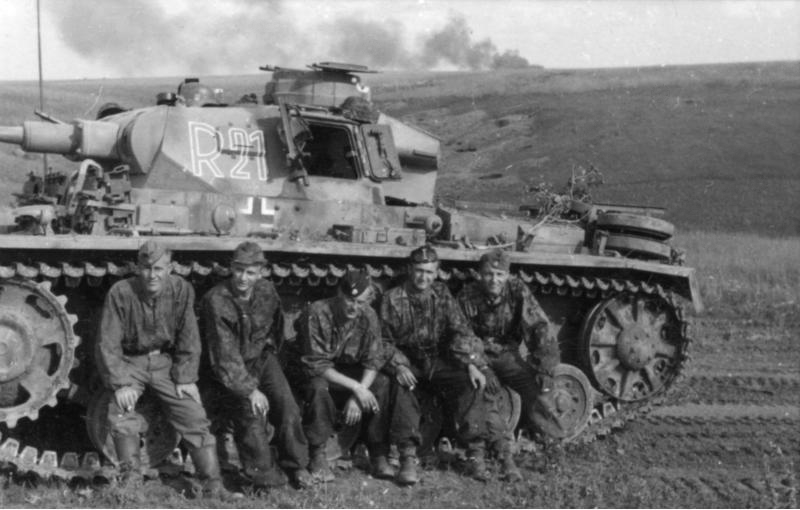
Pz III személyzete pihenőn a harcok során, 1943. július

A nagy volumenű előkészületek miatt az eredetileg rövid, meglepetésszerű csapásnak tervezett akció nagyarányú erőpróbává vált. A szovjetek egyébként is támadást terveztek a körzetben, de kiépített védvonalaikban bízva úgy döntöttek, inkább bevárják a német támadást.
Július 4.A támadás a déli szárnyon, a 4. páncéloshadsereg bevetésével délután három órakor kezdődött a megindulási körzetek előtt közvetlenül álló dombok elfoglalására. Csisztyakov 6. gárda-hadserege azonban erősen tartotta magát, sötétedésig nem sikerült a kitűzött feladatokat megoldani, majd az éjszakai eső lassította a német kibontakozást.
Július 5.A támadáshoz felvonuló német egységeket – azok nagy meglepetésére – nehéztüzérségi tűz várta. A szovjet tüzérséget választűzzel és zuhanóbombázó-támadásokkal zavarták, miközben északról Walter Model tábornagy 9. páncéloshadserege, délről pedig Hermann Hoth tábornok 4. páncéloshadserege támadott. A támadás 10 páncélos- és 8 gyalogos hadosztályból állt. Model 9. hadserege kis késéssel követte a 4-et, 7 páncélos- és 11 gyalogos hadosztállyal. A bevetett tizenöt páncéloshadosztály között ott található Hausser II. SS-páncéloshadteste, benne a Leibstandarte Adolf Hitler, a Das Reich és a Totenkopf hadosztályokkal, valamint a Knobelsdrof által vezetett XLVIII. páncéloshadtest a Grossdeutschland hadosztállyal, Ott LII. hadteste és a Kempf-harccsoport. 50 km-es frontszakaszon sorakoztak fel tehát Németország legjobb hadosztályai. Az első napi roham áttörte a szovjetek első vonalát, július 6-án hajnalban már a második vonal ellen vonultak.
Július 6.Model csapatai friss szovjet harckocsikkal találták magukat szemben, és fokozott nehéztüzérségi tűzzel.
Július 7.A szovjetek már bevetni kényszerültek a tartalék Sztyeppi Frontot, mivel a Voronyezsi Front összeomlani látszott. A Kempf-harccsoport azonban sikeresen zavarta meg a felmentő manővert, mivel oldalba támadta a felvonuló menetoszlopokat.
Július 8.Felszáradt a talaj annyira, hogy a harckocsik már biztonságosan mozoghattak és ezen a napon a németek szinte mindenhol be is nyomták a szovjet arcvonalakat.
Július 9–10.A szovjet 6. gárda-hadsereg védelmi körletében ~50 km-nyi előretörést értek el, de az akció kifulladt. Az utánpótlás már csak akadozva érkezett, miközben a szovjetek folyamatos ellenlökésekkel lassították a németek továbbjutását.
Július 10.Német támadás Prohorovka ellen. Ez Hoth és Manstein ötlete volt, mivel rájöttek, hogy a szovjetek ismerik a haditerveiket az északi és déli erők kurszki találkozójáról. A Kurszk felé haladó ellenlökést így már menet közben feltartóztathatták. Aznapra azonban már nyilvánvaló volt, hogy Model északi erői képtelenek áthatolni a szovjetek állásain.
Július 11–12.Dél: szovjet ellentámadás a Tartalék Front 5. gárda-hadserege részéről, Pavel Rotmisztrov vezetésével. Másnap menetből ütköztek meg Hausser II. SS-páncélos hadtestével, megvívva a háború legnagyobb páncéloscsatáját. Ezen a napon érkezett meg a Wehrmacht III. páncélos hadserege is, de az utánpótlás már elkésett.
Július 13.A német hadsereg a Zitadelle-hadműveletet Hitler parancsára lezárta. Ebben vélhetőleg szerepet játszott a július 9-i szicíliai partraszállás is. Mansteint és Klugét Hitler magához rendelte, és közölte a hadművelet berekesztését, valamint az átcsoportosításokat. Manstein javaslatára Hoth és Kempf folytatta a hadműveletet, egészen az augusztusi általános visszavonulásig.

### Az alkalmazott taktika
A német vezetés a páncélosékek már jól bevált áttörésére alapozta haditervét. Az ék élén Tigrisek, a szélein Párducok és Pz IV-esek haladtak, mögöttük pedig a könnyűgyalogság. Csak őket követték a gépesített egységek és a könnyűtüzérség.
A szovjet tüzérségi taktika alapegysége a Pakfront volt (magyarul páncéltörő körlet), amely 10 páncéltörő löveget számlált. Ez a bővített üteg összpontosított tüzet irányított egyszerre egy célpontra. A Pakfrontot géppuskafészkek és aknavetők tűzkörei védték.

## Eredménye

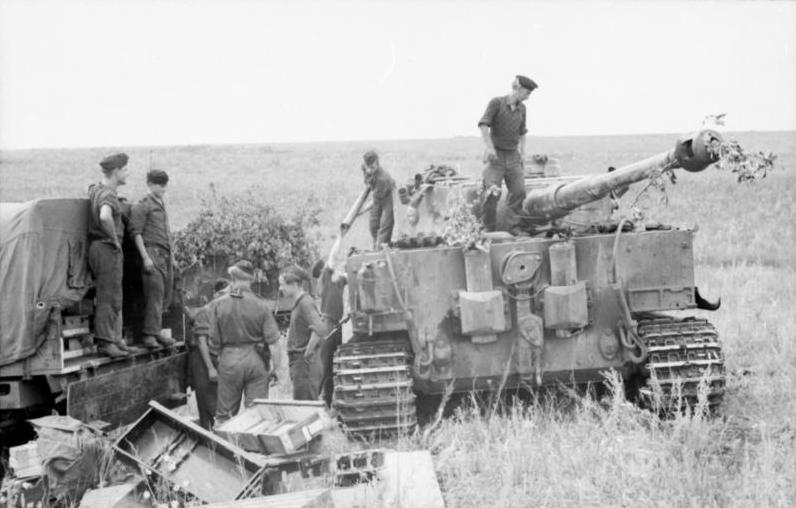
Egy Tigris bemálházása ütközet előtt, 1943. június 21.

Német veszteség: 360-400 páncélos harcjármű, a Dél Hadseregcsoport 20 000, a Közép 10 000 katonát vesztett. A szovjet veszteségek a mai napig nem ismertek, általában 500 és 900 közé teszik az elvesztett harckocsik számát és 250 000-re az elesett katonákét.
A vélemények megoszlóak abban a kérdésben, hogy a kurszki csatát Németország elvesztette-e. Egyes szerzők szerint egyértelműen vereséget szenvedtek, és minden más körülmény nélkül sem folytathatták volna tovább. Mások ennek épp az ellenkezőjét állítják: miszerint Hitler végzetes tévedése volt a „Citadella” leállítása az áttörés küszöbén. Ez utóbbiak szerint azért került leállításra a hadművelet, hogy a páncélos állomány nagyobb részét Olaszországba lehessen irányítani. Tény, hogy a kurszki csatában részt vevő alakulatok rövid idő alatt bevagonírozásra kerültek és hamarosan feltűntek Dél-Olaszországban.
Manstein (aki ellenezte az egész hadműveletet) július 13-i, folytatásra vonatkozó javaslatában volt ráció, hiszen a Voronyezsi Front kétségkívül megingott és a szovjetek a teljes tartalékot megmozgatták már a tartására.

## Következményei

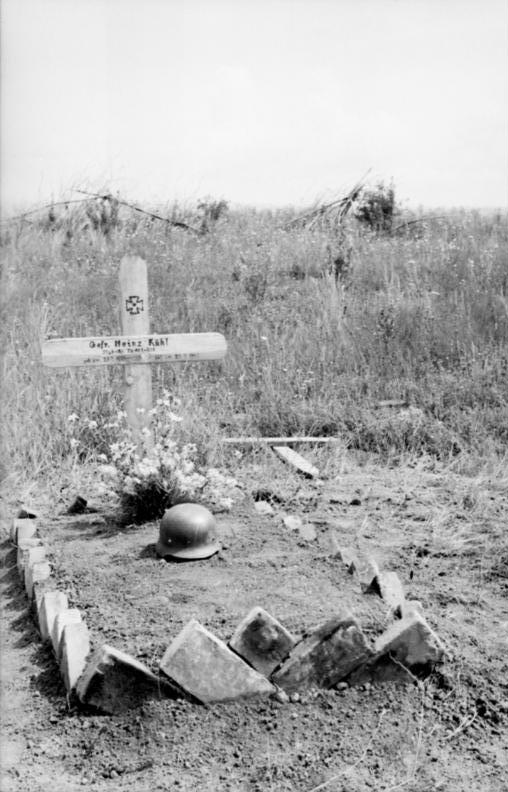
Egy német katona, Heinz Kühl sírja a csatatéren. A Harmadik Birodalom már nem heveri ki a kurszki csata veszteségeit. Keleten ezután a stratégiai visszavonulás kampánya következik a német csapatok számára.

Model és Hoth az elkövetkezőkben nem tudták állásaikat tartani, a szovjetek általános offenzívába mentek át. Augusztus 1-jére Orjolt, augusztus 5-re Belgorodot is elfoglalták, amivel túlhaladták a „Citadella” előtti arcvonalakat, szabad utat nyertek Harkov felé. A 7. páncéloshadsereg vezetését még a nyáron Hasso von Manteuffel vette át. A legerősebb harckocsizó alakulatok elvezénylésével (például a Leibstandarte) azonban német részről a hatékony ellenállás minden reménye megszűnt.
A harcok gyakorlatilag változatlan hevességgel folytak tovább, de már ad hoc módon. Augusztus 23-ig a szovjetek északon és délen is kitörtek a zsákból, Manstein pedig – bár parancsot kapott Harkov tartására – a Dnyeperig vonult vissza.
Az ütközetsorozat hozadéka, hogy az év első felében hibás irányba módosított szovjet harckocsifejlesztési doktrínát a csata kimenetele visszatérítette az eredeti irányba: a nagyobb teljesítményű harckocsiágyúk fejlesztése ismét jelentős prioritást kapott (D–5, D–10, D–25) és ezzel újabb rohamlöveg- (SZU–85) és nehézharckocsi-típusokkal látták el a szovjet csapatokat a nyár végétől. A KV-nehézharckocsi-család ismételt gyártásba vételével (KV–85), majd továbbfejlesztésével létre jött az ISZ–1 és ISZ–2, melyekkel már eredményesen tudtak fellépni a német nehézharckocsikkal szemben 1944 elejétől-közepétől.

## Képgaléria

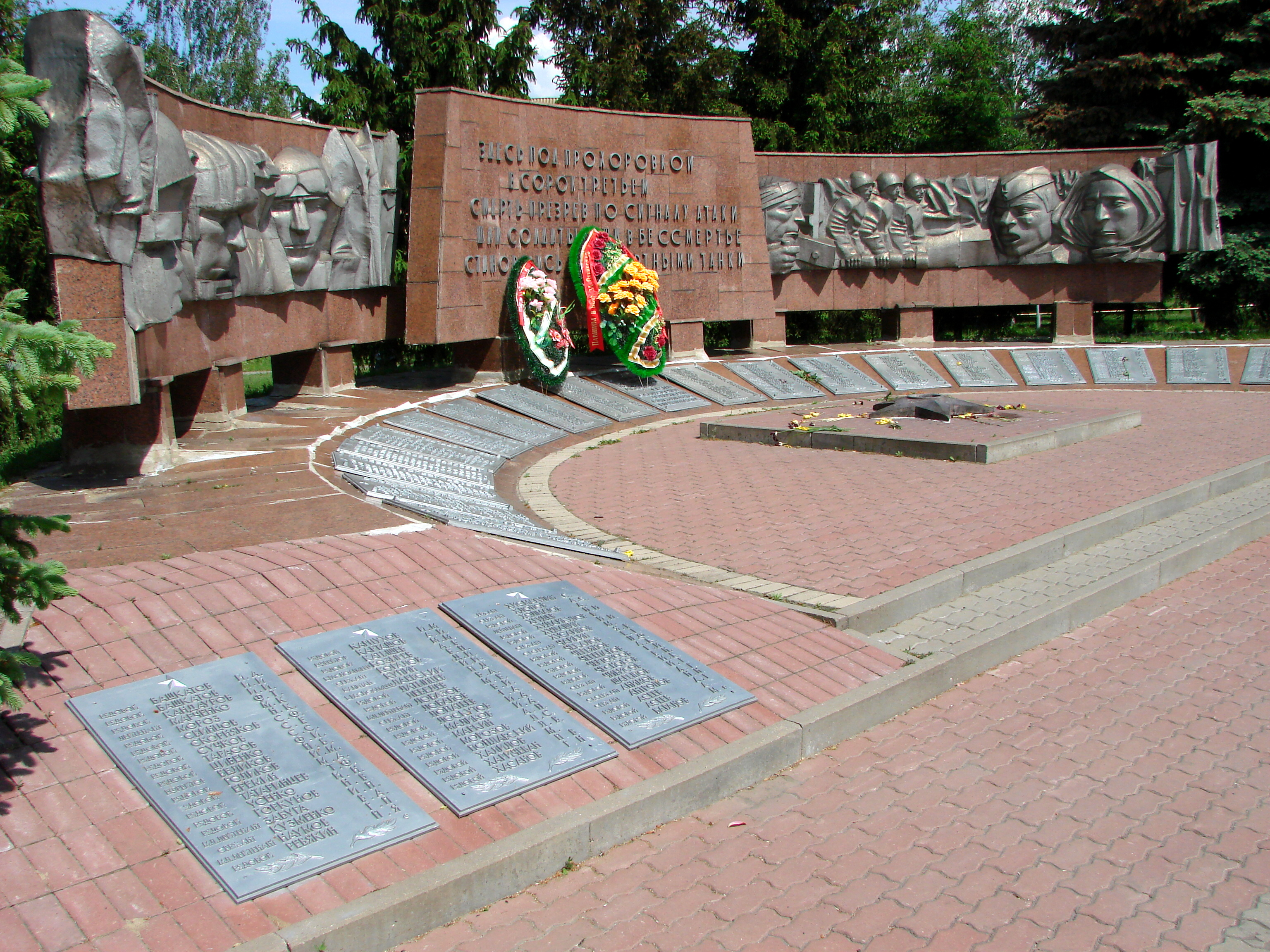
Örök láng a kurszki csatában meghaltak tiszteletére (Prohorovka, Oroszország)
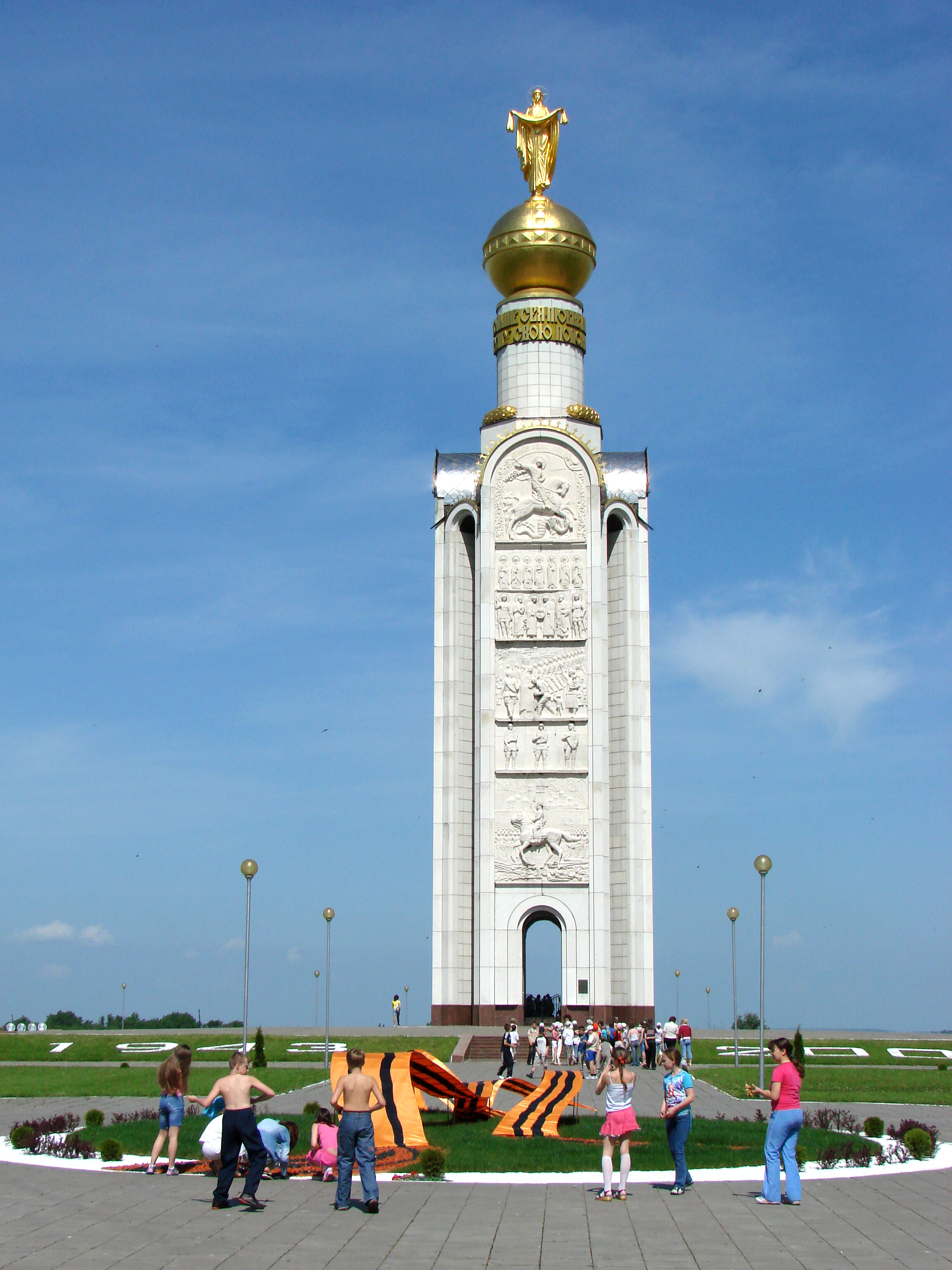
Monumentális emlékmű a Prohorovkai páncélosütközet helyszínén.
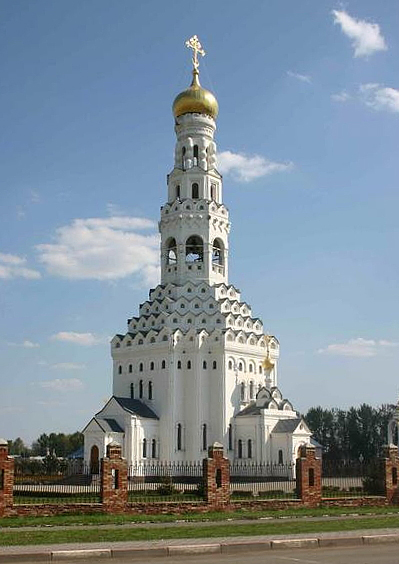
Szent Péter és Szent Pál székesegyház az egykori csatatéren állít emléket az elesetteknek és a Vörös Hadsereg győzelmének.
Emlékérme - 50 éves a kurszki győzelem.
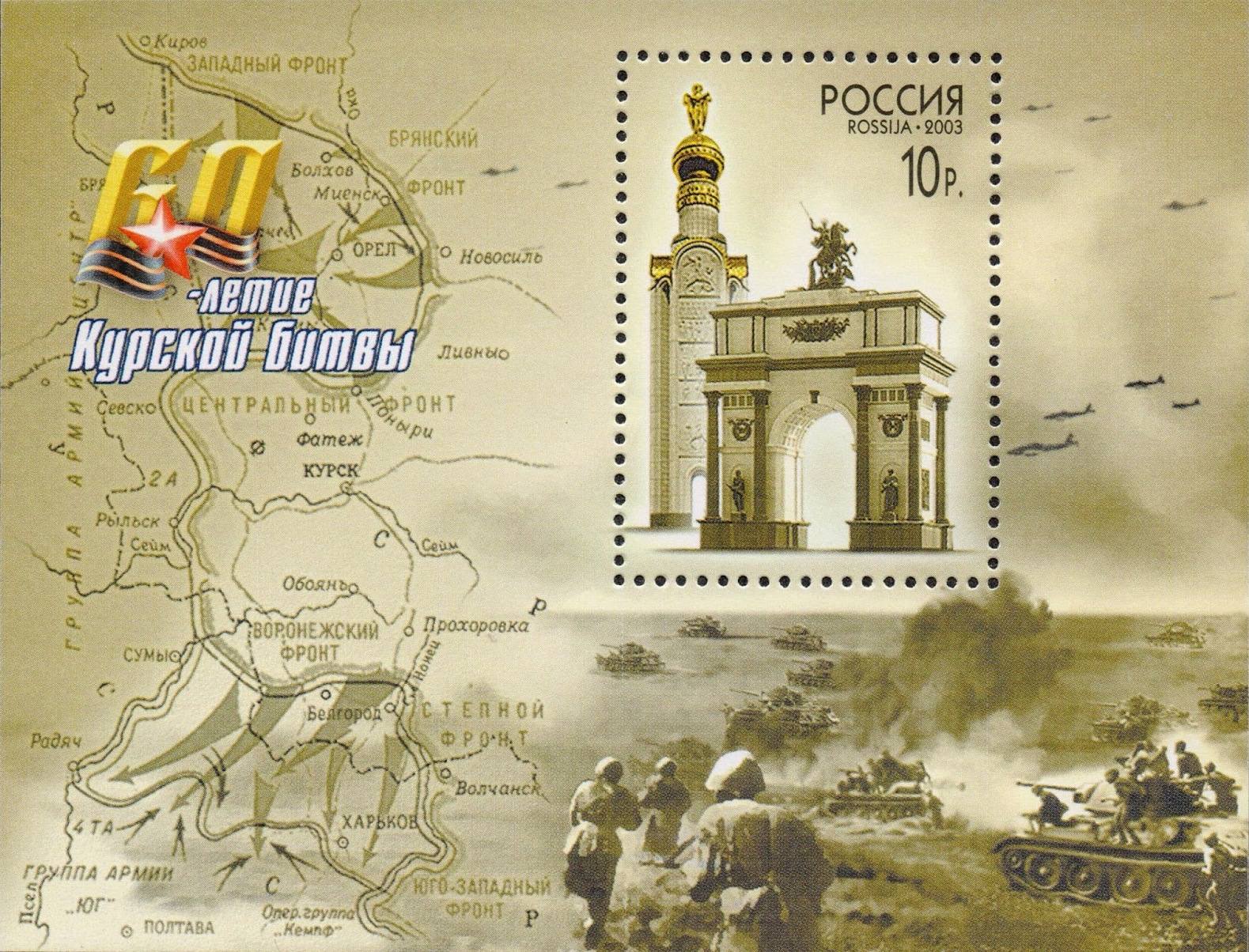
Orosz postabélyeg a kurszki csata 60. évfordulóján (2003)